# Ululodes floridanus
Ululodes floridanus är en insektsart som först beskrevs av Banks 1906.  Ululodes floridanus ingår i släktet Ululodes och familjen fjärilsländor. Inga underarter finns listade i Catalogue of Life.